# Juvigny les Vallées
Juvigny les Vallées é uma comuna francesa na região administrativa da Normandia, no departamento da Mancha. Estende-se por uma área de 57.25 km². Em 2010 a comuna tinha 1 736 habitantes (densidade: 30,3 hab./km²).
Foi criada em 1 de janeiro de 2017, a partir da fusão das antigas comunas de Juvigny-le-Tertre (sede da comuna), La Bazoge, Bellefontaine, Chasseguey, Chérencé-le-Roussel, Le Mesnil-Rainfray e Le Mesnil-Tôve.